# Badri Patarkazischwili

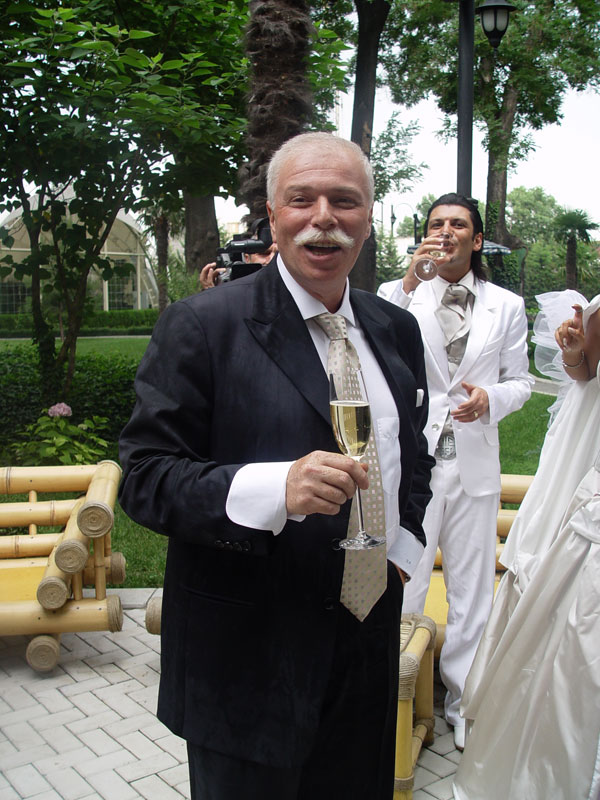
Badri Patarkazischwili

Arkadi „Badri“ Patarkazischwili (georgisch ბადრი პატარკაციშვილი; * 31. Oktober 1955 in Tiflis; † 12. Februar 2008 in Leatherhead, England) war ein georgischer Unternehmer. Der frühere russische Oligarch betätigte sich als Philanthrop und war 2004–07 Präsident des Georgischen Olympischen Komitees und des Georgischen Unternehmerverbandes.

## Leben

### Russischer Oligarch
Patarkazischwili legte das Abitur an der Tiflisser 1. Oberschule ab. Danach studierte er an verschiedenen Universitäten. Ab 1988 lebte er in Russland und arbeitete zunächst als Kfz-Mechaniker in einer Reparaturwerkstatt. Ab 1993 war er im Gebiet Moskau gemeldet. 1994 wurde er Assistent des russischen Finanzmoguls Boris Beresowski. Er saß im Vorstand des Handelsunternehmens LogoWAS und des Ölkonzerns Sibneft, war Vorstandsvorsitzender des privaten Fernsehsenders TV-6. 1998 wurde er stellvertretender Generaldirektor des halbstaatlichen Fernsehsenders ORT. Dem russischen Oligarchen Roman Abramowitsch war er beim Einstieg in den Aluminiumkonzern RUSAL behilflich.

### Georgischer Medienunternehmer
2000 verlegte Patarkazischwili seinen Wohnsitz nach Tiflis. 2002 gründete er dort die Imedi Media Holding, Eigentümerin der Radiostation Imedi (dt. Hoffnung), des privaten Fernsehsenders Imedi TV, einer Zeitschrift und einer Nachrichtenagentur. Der Sender erhielt eine günstige Frequenz und erreichte ab 2003 90 % der georgischen Haushalte. Inzwischen hat er die zweitstärksten Quoten im Lande. Nahe dem Badeort Ureki an der Küste des Schwarzen Meeres errichtete er zwischen 2003 und 2004 eine neue Stadt, die ebenfalls den Namen Imedi trägt.

### Philanthrop
Patarkazischwili sponserte Georgiens Sport, Kultur und Staat. Er gründete die Badri-Patarkazischwili-Stiftung, die Erdbebenopfer, den georgischen Zirkus, internationale Kulturfestivals, die Renovierung von Kirchengebäuden und die Veröffentlichung wissenschaftlicher Werke finanziert. 2001 erwarb er den Fußballverein Dinamo Tiflis. 2002 unterstützte er die Tiflisser Stadtverwaltung bei der Abzahlung von Schulden bei russischen Energieunternehmen, 2003 stiftete er dem georgischen Innenministerium mehrere Geländewagen und 2005 bezahlte er die Reparatur der Tiflisser Standseilbahn auf den Berg Mtazminda.
Der Geschäftsmann übte verschiedene Ehrenämter aus. Er war Mitglied der International Academy of Television Arts & Sciences, die jährlich die Emmy Award Gala in New York ausrichtet. Seit 2001 war er Präsident des Fußballvereins Dinamo Tiflis, seit 2004 Präsident des Georgischen Olympischen Komitees. Im selben Jahr wurde er zum Präsidenten des Georgischen Unternehmerverbandes gewählt.

### Politiker
Politisch schien Patarkazischwili bis 2002 dem georgischen Präsidenten Eduard Schewardnadse verbunden, der sich öffentlich mehrfach lobend über den Geschäftsmann und seine Projekte geäußert hatte. Im April 2003 äußerte Patarkazischwili Sympathien für die Opposition: Er unterstütze die Ziele der Vereinten Demokraten Surab Schwanias und der Neuen Konservativen Partei Dawit Gamqrelidses. Tatsächlich soll er an viele politische Parteien Spenden zur Absicherung seiner Interessen gegeben haben.
Im Frühjahr 2003 vermittelte Badri Patarkazischwili ein Treffen zwischen Schwania, der im November 2003 in Georgien die Rosenrevolution mit anführen sollte, und seinem früheren Geschäftspartner Boris Beresowski in London. Es war das erste in einer Reihe, in denen Schwania erfolgreich finanzielle Mittel für die Unterstützung politischer Projekte in der Ukraine und die Kampagne des ukrainischen Präsidentschaftskandidaten Wiktor Juschtschenko einwarb. Die finanzielle Unterstützung der von November 2004 bis Januar 2005 andauernden ukrainischen Orange Revolution in Kiew durch Patarkazischwili und Beresowski war enorm. Beide Geschäftsmänner pumpten Millionen in die Finanzierung von Veröffentlichungen, Druckpressen, IT-Ausrüstungen und ähnlichem. Die genaue Höhe der investierten Summe ist nicht bekannt, jedoch wird allein der Anteil von Beresowski auf circa 10 Millionen Britische Pfund geschätzt.
Im März 2006 brach Patarkazischwili mit den Organisatoren der Rosenrevolution in Georgien. Er warf der Regierung Saakaschwili vor, über die Steuerbehörde Druck auf die Medien auszuüben. Zugleich enthüllte er die Existenz unkontrollierter Reptilienfonds der georgischen Regierung. Geschäftsleute seien seit 2003 genötigt worden, Beiträge in Form von Geld, Aktien und Sachspenden zu leisten.
Während der Massenproteste in Georgien vom 2. bis 7. November 2007 stellte sich Patarkazischwili auf die Seite der Opposition. Am 2. November sprach er vor mehreren tausend Demonstranten vor dem georgischen Parlamentsgebäude in Tiflis, forderte die Regierung zum Dialog über Neuwahlen auf. Am 7. November leitete der georgische Generalstaatsanwalt ein Ermittlungsverfahren gegen ihn wegen des Verdachts eines Putschversuchs ein, das am 21. Dezember eingestellt wurde. Bei den Präsidentschaftswahlen in Georgien 2008 trat Patarkazischwili als Kandidat für das Amt des Staatsoberhauptes an.
Am 24. Dezember 2007 wurden mutmaßliche Bemühungen Patarkazischwilis bekannt, Präsident Saakaschwili mit einem Staatsstreich von Spezialtruppen des Innenministeriums zu stürzen. Irakli Kodua, ein leitender Beamter im Innenministerium, präsentierte öffentlich Audioaufzeichnungen eines angeblich am Vortag stattgefundenen Gesprächs auf Patarkazischwilis Landsitz in Surrey, Großbritannien, in dem jener ihm 100 Millionen US-Dollar für den Sturz Saakaschwilis geboten haben soll, der kurzfristig mit einer Entmachtung des Innenministers beginnen sollte. Das Stadtgericht von Tiflis ordnete am 15. Januar seine Untersuchungshaft an.

### Kriminelle Autorität
Nach Auffassung des Schweizer Bundesamts für Polizeiwesen war Patarkazischwili eine „kriminelle Autorität“ und soll eine Brücke zwischen kriminellen und legalen Strukturen dargestellt haben. Nach Recherchen des russischen Inlandsgeheimdienstes FSB hatte er enge Verbindungen mit dem führenden georgisch-russischen Kriminellen Otar Kwantrischwili. Kwantarischwili half ihm, 1993 in Moskau Fuß zu fassen. Seit 1998 pflegte er enge Kontakte zu Andrei Konstantinowitsch Lugowoi, der damals Sicherheitschef des privaten russischen Fernsehsenders ORT war.
Seit Juni 2001 wurde er vom russischen Generalstaatsanwalt per Haftbefehl gesucht, weil er einem früheren Aeroflot-Manager zur Flucht aus dem Gefängnis verholfen haben soll. 2002 wurde er in Russland angeklagt, in den Jahren 1994 und 1995 gemeinsam mit Beresowski und der gemeinsamen Firma LogoVAZ 2033 Autos im Wert von 13 Millionen US-Dollar unterschlagen zu haben, die dem Automobilkonzern AutoVAZ (Lada) gehörten.

### Privates
Patarkazischwili war mit I. V. Gudawadse verheiratet. Aus der Ehe entstammen die Töchter Liane (* 1980) und Inna (* 1983). Sein Wohnsitz in Tiflis war der ehemalige Hochzeitspalast.

### Tod
Patarkazischwili starb am 12. Februar 2008 in seinem Landhaus in Leatherhead, Surrey an einem Herzinfarkt. Im Dezember 2007 hatte er einer britischen Tageszeitung gesagt, er rechne mit einem in Georgien geplanten Mordanschlag und hatte zeitweise bis zu 120 Bodyguards beschäftigt. Georgische Oppositionspolitiker vermuteten deshalb zunächst ebenfalls einen Mordanschlag, Untersuchungen britischer Gerichtsmediziner ergaben jedoch eine natürliche Ursache.